# Non food

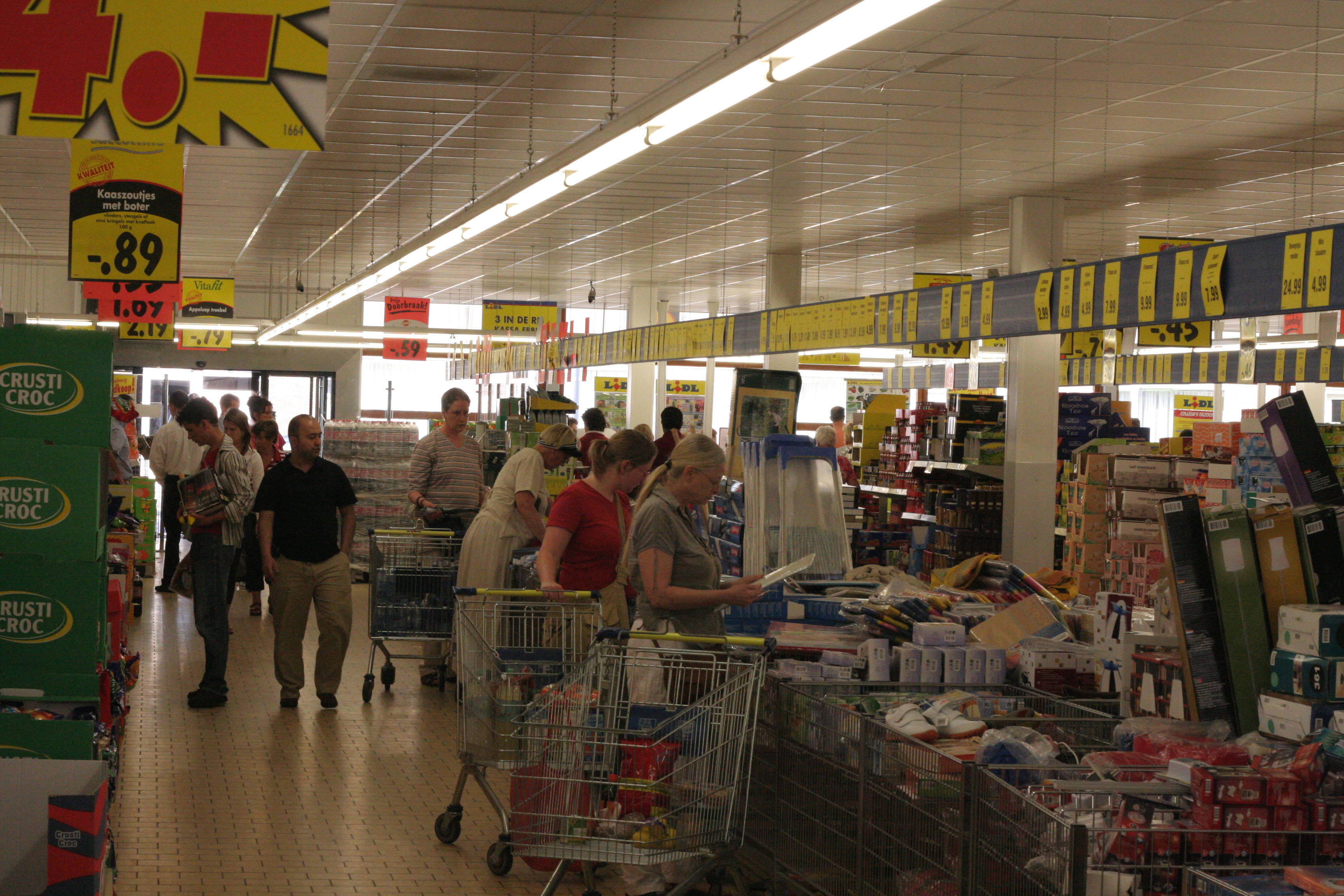
Non food-länga i en Lidl-butik.

Non food är artiklar i dagligvaruhandeln som inte är livsmedel. Ofta är det varor som vanligtvis säljs i fackhandeln. Non food-produkterna är strategiskt viktiga då företagen ofta har mycket goda marginaler på dessa artiklar.